# Жито посівне
Жито посівне (Secale cereale) — рослина родини тонконогових, близько пов'язана з ячменем та пшеницею, що широко вирощується людиною для отримання зерна та як кормова культура. Зерно посівного жита використовується для виготовлення певних сортів хліба, пива, віскі, горілки та інших продуктів, також часом споживається в їжу цільне зерно, приготовлене у вигляді каші.
Посівне жито є одним з близько 5 видів роду жито (Secale). Воно може мати диплоїдний або тетраплоїдний набір хромосом (2n=14, 2n=28). Вид об'єднує понад 40 різновидностей. Також вирощується гібрид посівного жита, отриманий при схрещуванні його з пшеницею — тритикале.

## Етимологія
Українське слово жито походить від прасл. *žito («хліб на корені», «збіжжя»), спорідненого з прусськ. geitan («хліб»), сер.-в.-нім. kīt і давн-англ. cīdh («пагін», «паросток»). У праслов'янській мові жито називалося словом *rъžь, від якого утворені назви злаку в багатьох слов'янських мовах (рос. рожь, болг. ръж, серб. раж/raž, словац. raž, словен. ŕž), українські діалектні слова рож, ріж, ржина, иржище («житня стерня»), а також поширене слово «суржик» (первісно — мішані посіви жита з іншими злаками). Воно вважається похідним від пра-і.є. *rughis.

## Ботанічна характеристика
Посівне жито — однорічна трав'яниста рослина. Як кормове вирощують також культурне багаторічне жито, одержане А. І. Державіним при схрещуванні дикого багаторічного жита з однорічним культурним посівним житом.
Посівне жито в природі є диплоїдною формою (2n=14). В останні десятиріччя селекціонерами шляхом подвоєння кількості хромосом було створене тетраплоїдне жито (4x=28), сорти якого формують велике зерно (маса 1000 зерен досягає 50–55 г) та міцну, стійку до вилягання соломину.

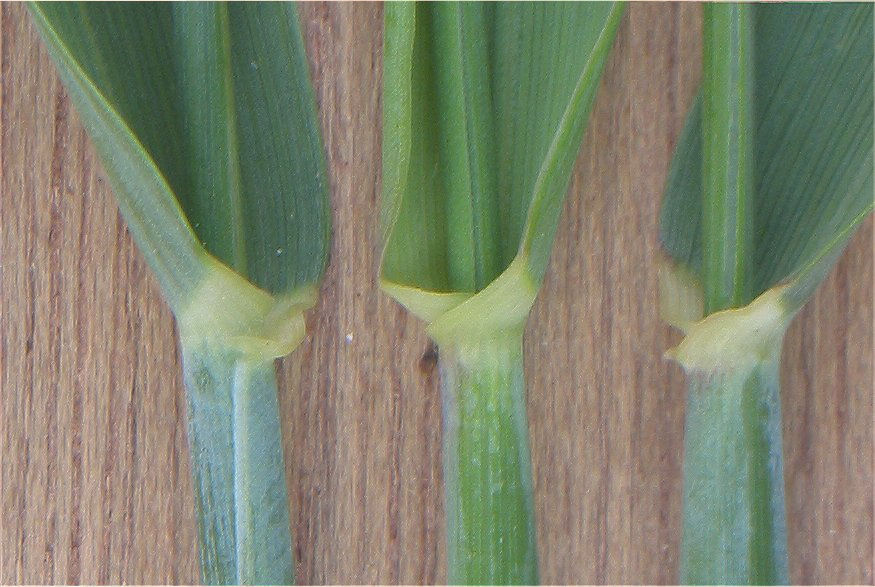
Основи листків посівного жита

Посівне жито відзначається добре розвиненою кореневою системою, яка проникає у ґрунт на глибину до 1,5–2 м і завдяки високій фізіологічній активності легко засвоює з ґрунту поживні речовини з важкорозчинних сполук.
Вузол кущіння у жита формується на трохи меншій глибині від поверхні ґрунту (1,7–2 см), ніж у пшениці (2–3 см). Коли насіння загортається глибоко, жито закладає два вузли кущіння: перший — глибоко, а пізніше другий — близько до поверхні ґрунту, який стає головним. Інтенсивність кущіння у жита досить висока — кожна рослина утворює 4–8 пагонів, а за сприятливих умов — до 50–90.
Стебло — порожниста соломина, гнучке, вкрите восковим нальотом, утворює 5–7 міжвузлів. Верхівка останнього міжвузля опушена. Висота стебла залежно від умов вирощування та сорту коливається від 70 до 180—200 см (у середньому 80–100 см).

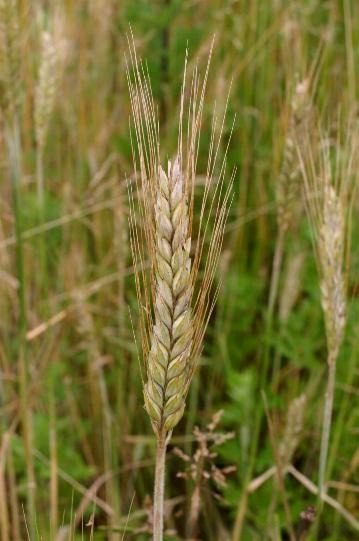
Колос посівного жита

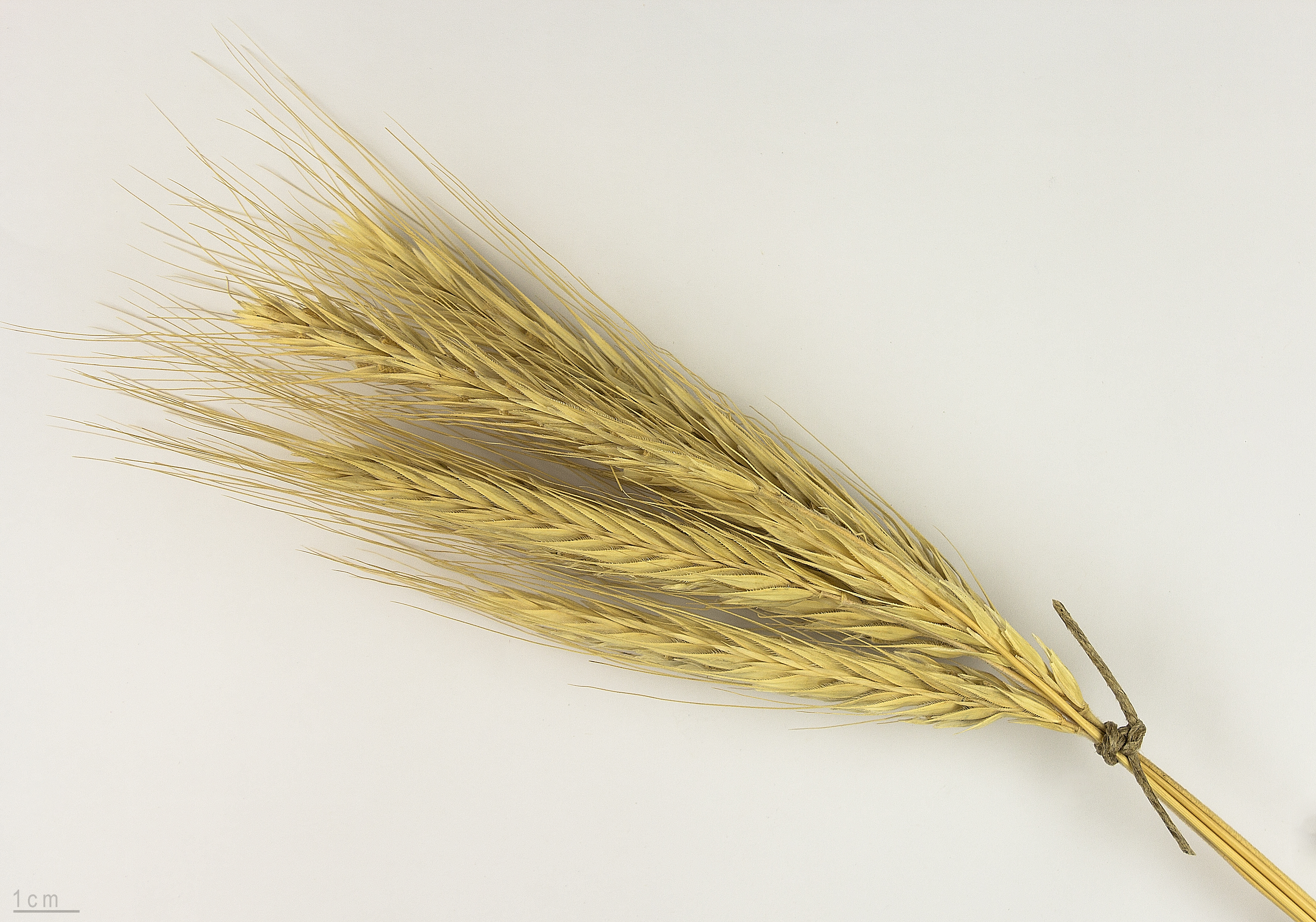
Secale cereale — Тулузький музей

Листки шорсткі, покриті восковим нальотом. Довжина листкової пластинки — 15–30, ширина — 1,5–2,5 см. В основі пластинки міститься короткий язичок і короткі голі або слабоопушені вушка.
Колос у жита остистий, незакінченого типу — на верхівці стрижня немає кінцевого верхівкового колоска. Стрижень колоса сплюснутий, опушений, членики опушені. Колоски в основному двоквіткові, рідко три-, чотириквіткові. У колосі міститься 30–40 колосків. Колоскові луски вузькі, шилоподібні; зовнішня квіткова луска має війчастий кіль, який закінчується остюком завдовжки 3–4 см. Остюки притиснуті до колоса або розходяться в боки. Середня довжина колоса 7–14 см. За формою він залежно від сорту буває призматичним, веретеноподібним, видовженоеліптичним. У призматичного колоса лицьова і бічна сторони однакової ширини по всій довжині; веретеноподібного — бічна у нижній третині колоса ширша за лицьову; видовженоеліптичного — лицьова вужча від бічної, колос від середини звужується до основи й верхівки. Колос у посівного жита залежно від сорту різної щільності. За кількістю колосків на 10 см довжини колосового стрижня розрізняють жито з дуже щільним колосом — при наявності понад 40 колосків на 10 см, з колосом вище середньої щільності — 36–39 колосків, середньої — 32–35 та нещільним колосом — менш як 32 колосків.

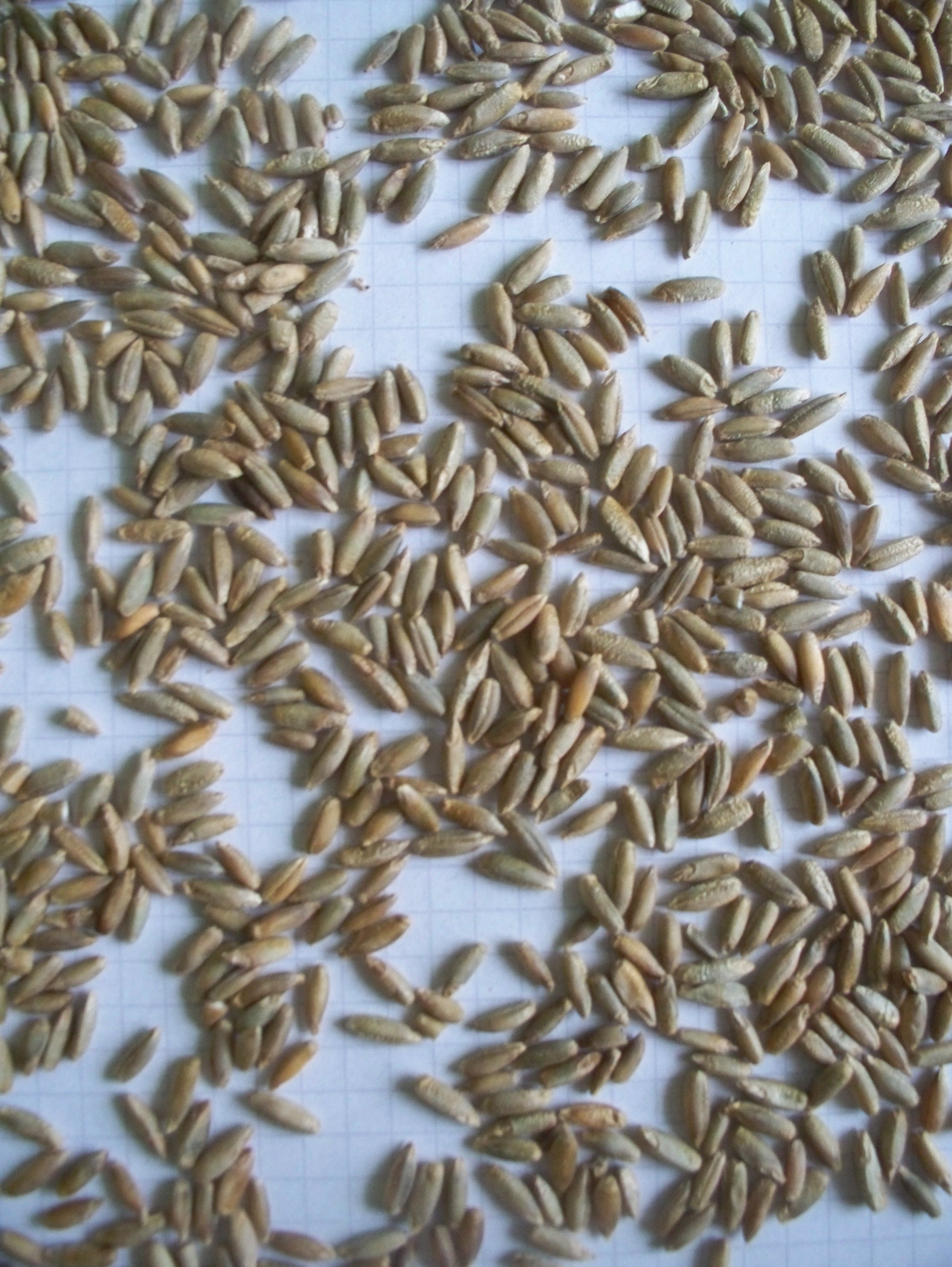
Зерно жита

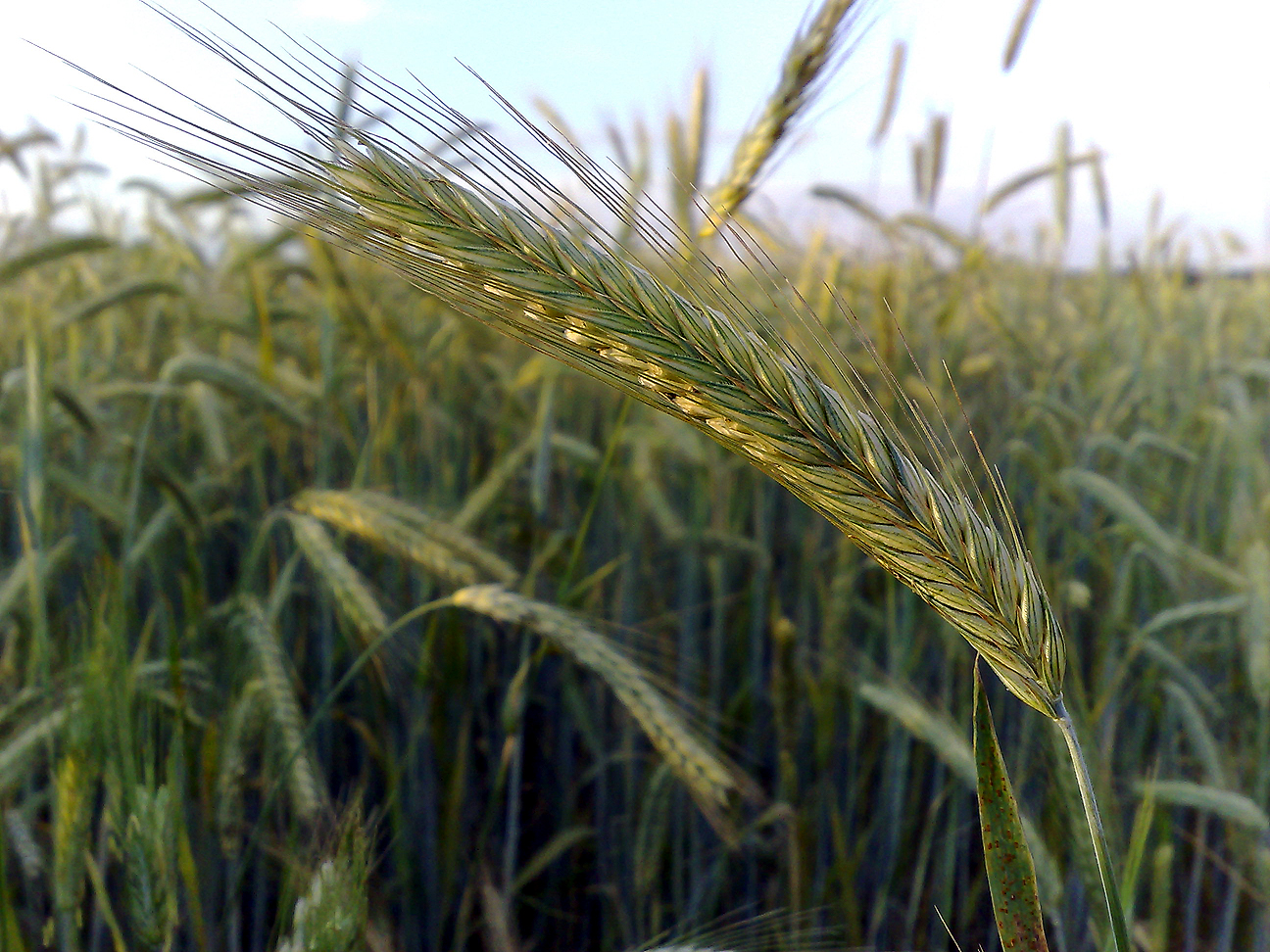
жито посівне

Зерно жита різне за розміром, формою, забарвленням. Довжина його — 5–10 мм, ширина — 1,5–3,5, товщина — 1,5–3 мм. Маса 1000 зерен у диплоїдного жита — 20–35, тетраплоїдного — 35–50 г. Форма зерен видовжена (з відношенням довжини до ширини більш як 3,3) або овальна (з відношенням довжини до ширини 3,3 і менше) з помітною поперечною зморшкуватістю на поверхні. За забарвленням розрізняють зерно біле, зеленувате, сіре, жовте, темно-коричневе.

## Хімічний склад
Вміст крохмалю в зернах 72 %.

## Історичні відомості
Предком культурного жита, вважається його дикий різновид, що раніше класифікувався як гірське жито (Secale montanum або Secale strictum) та росте в горах Малої Азії і подекуди на Близькому сході. Перші спроби вирощування жита відносяться до 3-го тисячоліття до н. е. Воно вирощувалося у невеликих обсягах у багатьох місцях на територіях сучасної Туреччини, Вірменії та Ірану. Після цього жито було невідомо протягом довгого часу, поки в 1500—1800 роках до н. е. його не почали вирощувати в Центральній Європі. На території Східної Європи в межах розселення слов'янських та балтійських народів жито спочатку було відоме як бур'ян на посівах пшениці і лише пізніше, на межі нашої ери, воно почало вирощуватись як самостійна культура. З Середніх віків жито почало вирощуватися у великих обсягах як головна хлібна культура як в Центральній, так і у Східній Європі.
З усіх злакових культурне жито є найбільш морозостійким — росте на півдні Ґренландії, на півночі Скандинавії, та в Гімалаях до висоти 4250 метрів. Тому вважають, що входження жита в культуру пов'язане з розповсюдженням землеробства на північ Європи.

## Агротехніка
Озиме жито — типова перехреснозапильна рослина. Щоб не допустити перехрещування, необхідно дотримуватися просторової ізоляції: для диплоїдних сортів вона повинна бути не менше 200—300, тетраплоїдних — 500—1000 м.
В окремих регіонах СНД із суворими умовами зимівлі (Забайкалля) вирощують яре жито.
З рекомендованих сортів диплоїдного озимого жита в Україні поширені такі: «Богуславка», «Боротьба», «Воля», «Київське 93», «Київське 90», «Ніка», «Харківське 95», «Хакада» та ін., тетраплоїдного — «Верасень», «Древлянське», «Пуховчанка», «Харківське 98» та ін.
На початку 2022 року, селекціонерами Волинської державної сільськогосподарської дослідної станції Інституту картоплярства НААН України було виведено новий сорт озимого жита «Серпанок». Новий, стійкий до хвороб, сорт озимого жита «Серпанок», який пройшов сортовипробування в усіх сортодільничних станціях України та отримав сертифікат, має властивість пізнього висівання, аж до 20-х чисел жовтня включно.

## Статистика вирощування та споживання
Жито вирощується переважно в Центральній, Східній та Північній Європі. Район вирощування простягнувся від півночі Німеччини через Польщу, Україну, Білорусь, Литву до центральних районів Росії. Також жито вирощується в Канаді, США, Аргентині, Туреччині, Казахстані та Китаї.
Переважно кожна країна вирощує його для власних потреб, оскільки споживання жита у світі знижується і міжнародна торгівля ним майже відсутня. Навіть у разі експорту жито вивозиться в незначних обсягах лише до сусідніх країн. Так, лише в Росії виробництво жита знизилося з 13,9 млн тонн в 1992 році до 3,4 млн тонн у 2005 році, в Польщі з 5,9 до 3,4 млн тонн тощо.
| Виробник          | 2022       | 2020       | 2018       | 2016       | 2014       |
| ----------------- | ---------- | ---------- | ---------- | ---------- | ---------- |
| Європейський Союз | 7 450 920  | 8,939,510  | 6 141 040  | 7,400,686  | 8,890,726  |
| Німеччина         | 3 132 300  | 3 513 400  | 2 201 400  | 3 173 800  | 3 854 400  |
| Польща            | 2,337,130  | 2,929,930  | 2,126,570  | 2,199,578  | 2,792,593  |
| Росія             | 2,178,808  | 2,377,629  | 1 916 056  | 2,547,878  | 3 280 759  |
| Білорусь          | 750 000    | 1 050 702  | 502,505    | 650 908    | 867,075    |
| Данія             | 691 470    | 699,370    | 476 590    | 577 200    | 677 800    |
| Канада            | 520,177    | 487 800    | 236 400    | 436 000    | 217 500    |
| КНР               | 500 767    | 512,591    | 504,698    | 545,657    | 520 000    |
| Україна           | 314 030    | 456 780    | 393 780    | 391 560    | 478 000    |
| США               | 312 460    | 292 930    | 214,180    | 290,379    | 182,610    |
| Велика Британія   | 242,207    | 72 450     | 95,366     | 48,563     | 55 899     |
| Аргентина         | 225,510    | 221,201    | 86 098     | 60 676     | 52,130     |
| Іспанія           | 188 880    | 407,620    | 404,280    | 377,355    | 290 970    |
| У світі           | 13,143,055 | 15 036 812 | 10 702 482 | 12 999 144 | 15,204,158 |
| Джерело: FAO      |            |            |            |            |            |

Світова торгівля житом є низькою порівняно з іншими зерновими, такими як пшениця. Загальний обсяг експорту жита у 2016 році склав $186 млн порівняно з $30,1 млрд для пшениці.
Найбільше жита на людину споживають у Польщі — 32,4 кг на душу населення (2009), за нею йдуть скандинавські та балтійські країни. В ЄС загалом — близько 5, 6 кг на душу населення. Весь світ споживає лише 0,9 кг на душу населення.

## Геном
У квітні 2017 року повідомлено про розшифрування науковцями Технічного університету Мюнхена та Інституту імені Лейбніца геному жита.

## Хвороби
Жито є дуже вразливим до грибів роду ріжки, зокрема ріжків пурпурових. Ураження цими грибами викликає хворобу з однойменною назвою. Завдяки сучасним методам культивації можливий вплив хвороби на здоров'я людей зведено до мінімуму.

## Використання

### Їжа та напої
Житнє зерно переробляється в борошно з високим вмістом гліадину, але низьким вмістом глютеніну та багатим на розчинну клітковину. Алкілрезорциноли — це фенольні ліпіди, присутні у великій кількості в шарі висівок (наприклад, унавколопліднику, насінниках та алейронових шарах) пшениці та жита (0,1–0,3 % від сухої ваги). Житній хліб, включно з пумпернікель, виготовляють із житнього борошна, і він є широко розповсюдженим продуктом харчування у Північній та Східній Європі. У Скандинавії жито широко використовується для приготування хрустких хлібців Knäckebröd); у Середньовіччі це був основний продукт харчування в регіоні, і він залишається популярним у 21 столітті.

Житнє зерно використовується для виготовлення алкогольних напоїв, таких як житнє віскі та житнє пиво. Традиційний каламутний і кисло-солодкий слабоалкогольний напій квас зброджується з житнього хліба або житнього борошна і солоду.

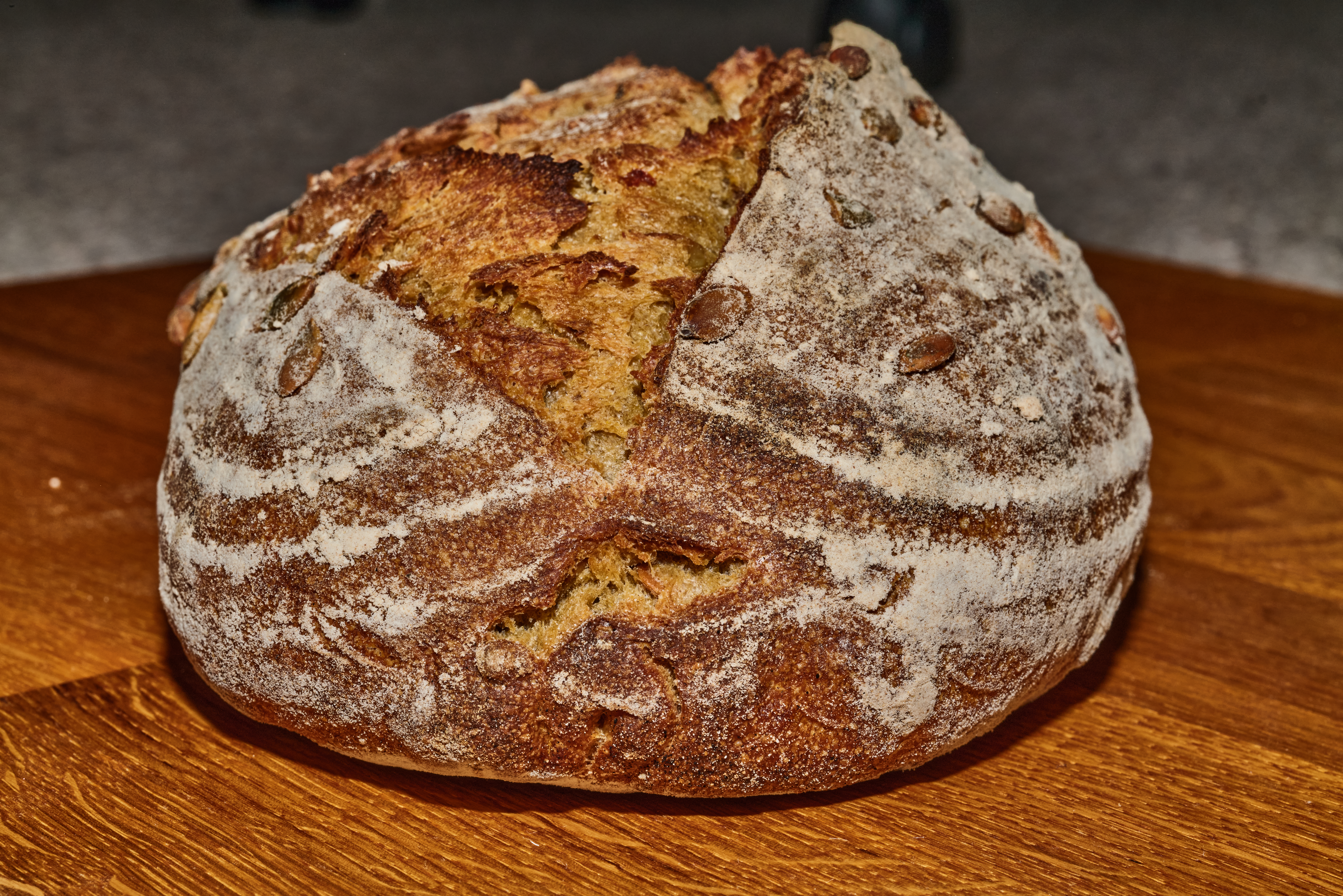
Житній хліб
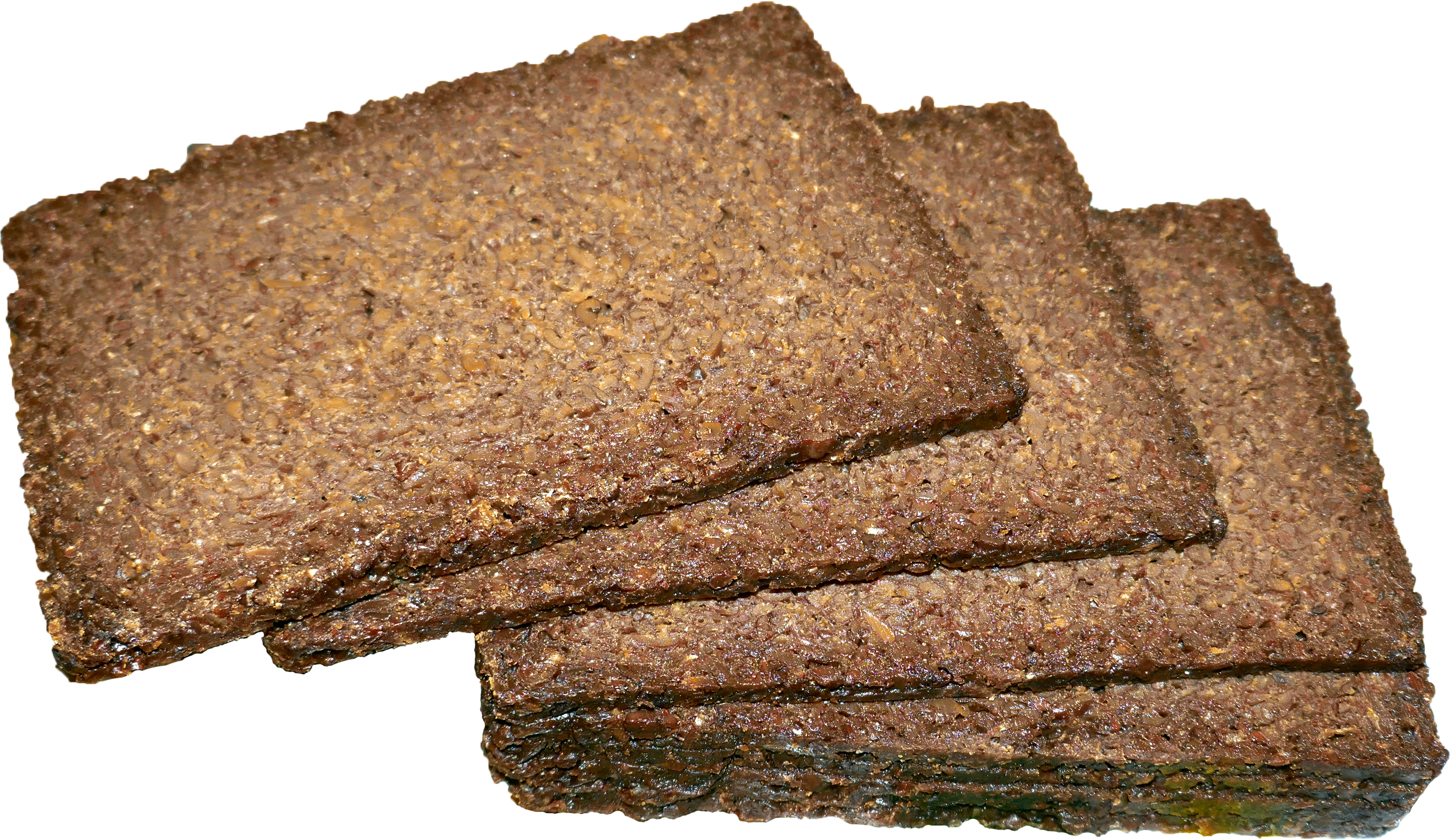
Пумпернікель
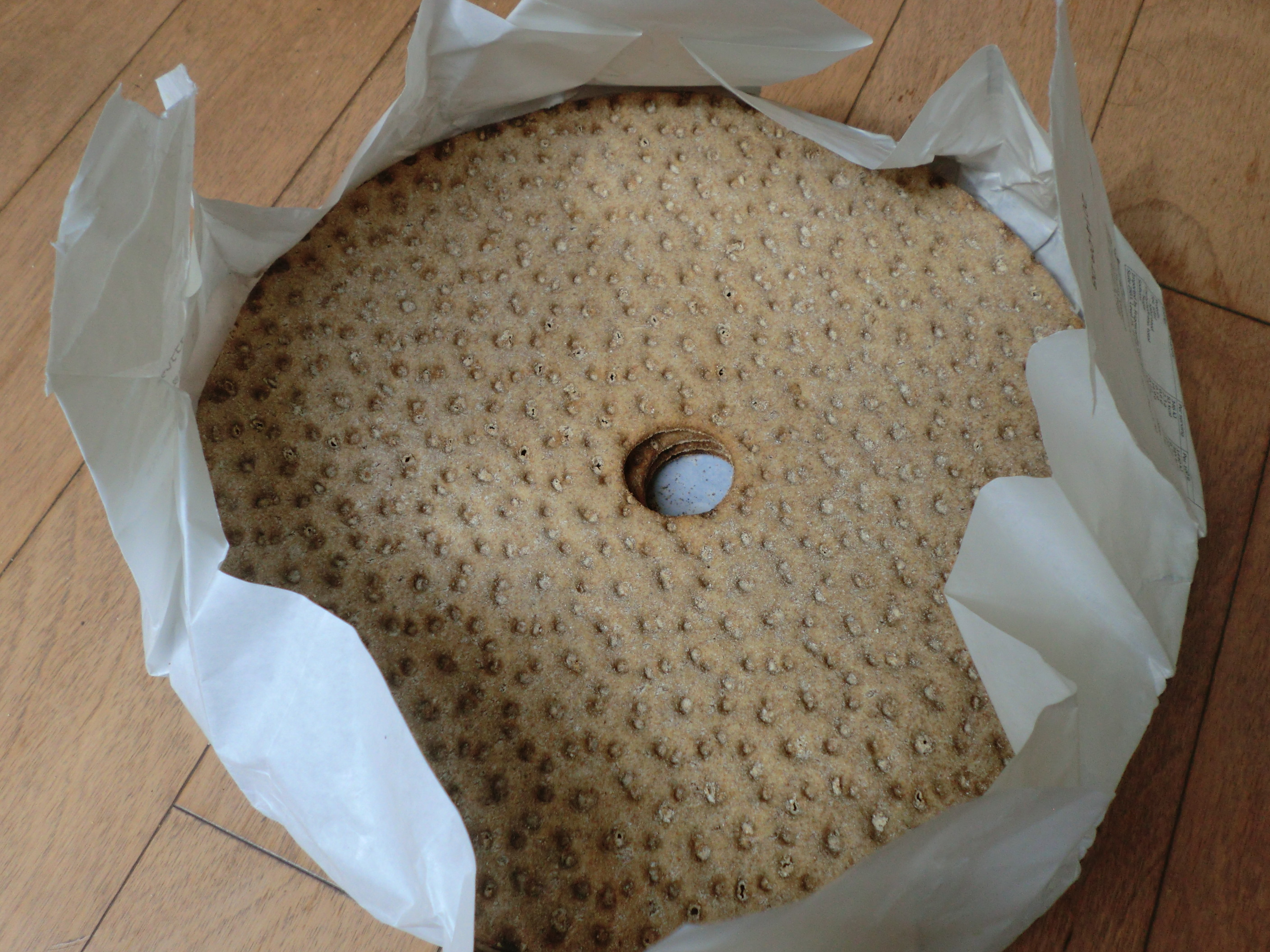
Шведський житній хрусткий хліб ( Knäckebröd )
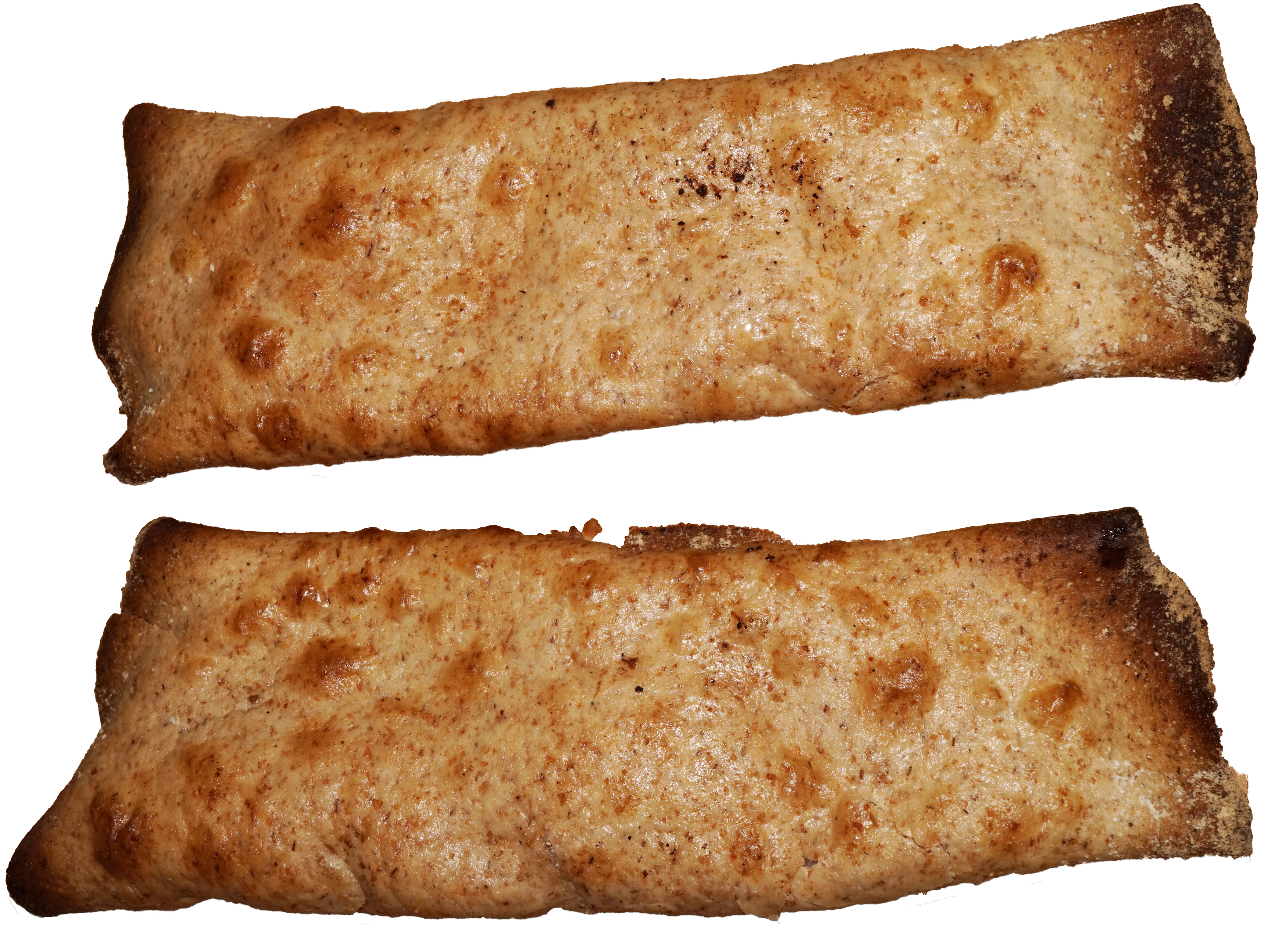
Сульцина, традиційна карельська страва з прісного житнього тіста і фаршової начинки
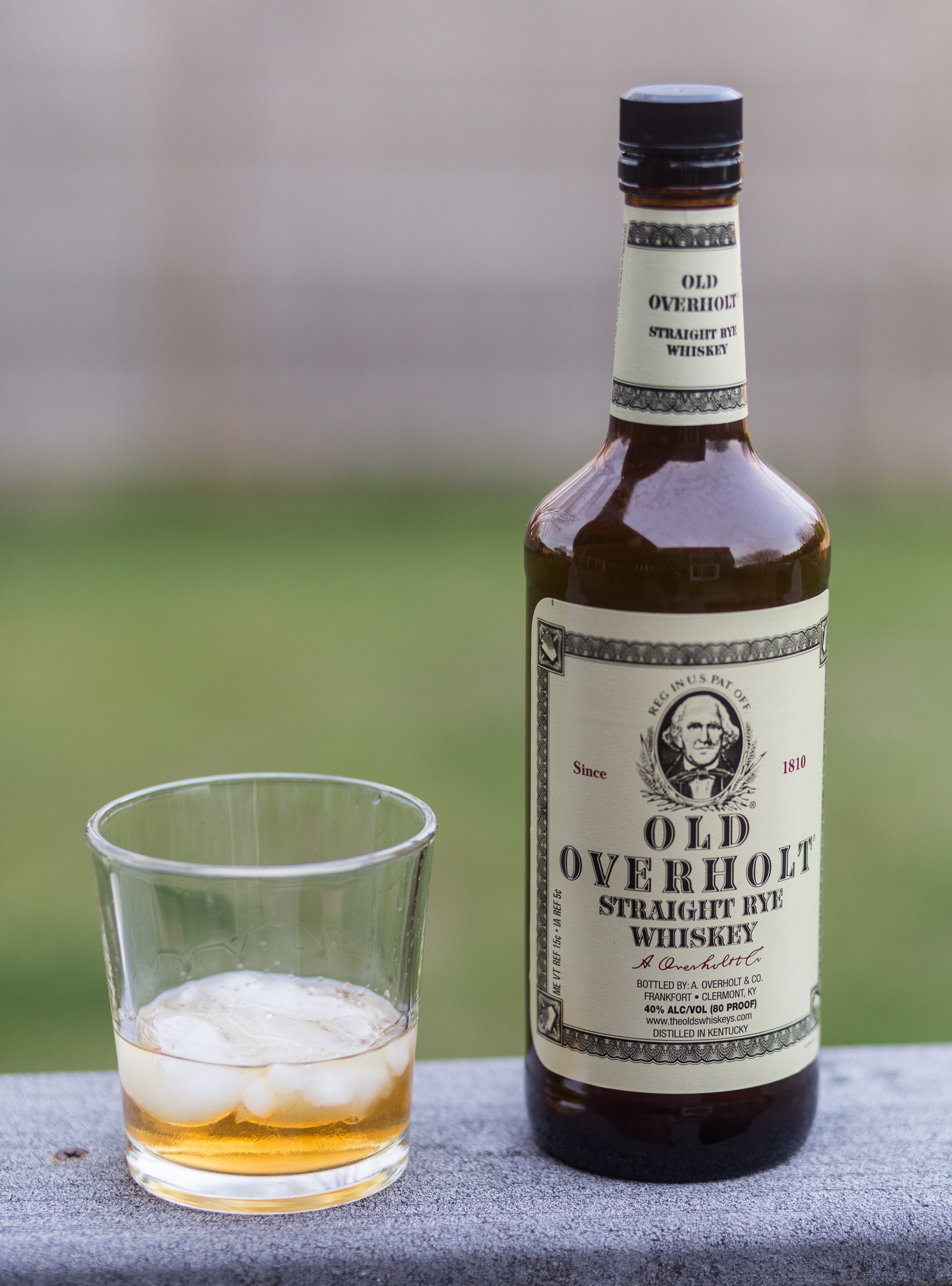
Житній віскі
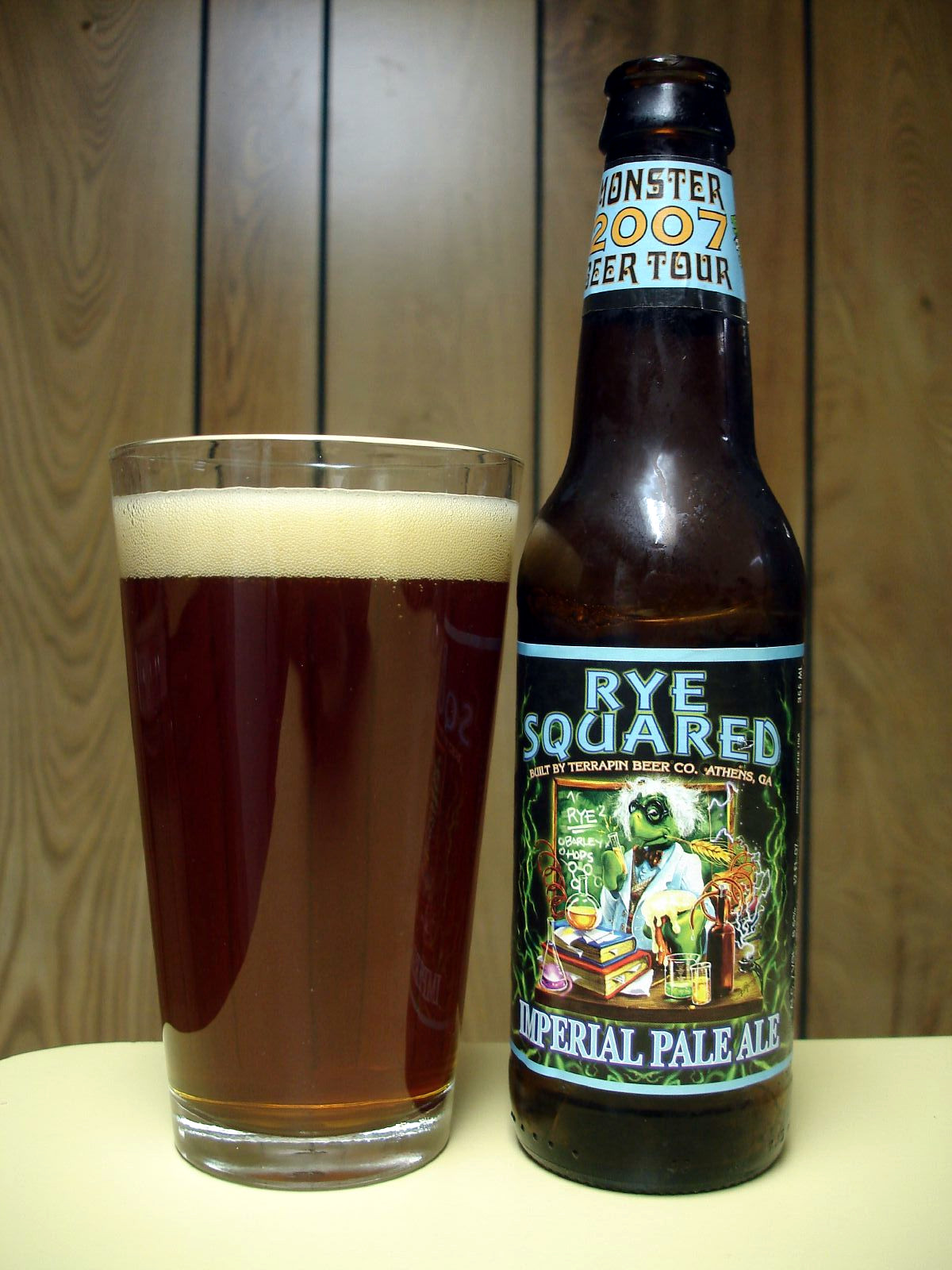
Житнє пиво

### Інше використання
Жито є корисною кормовою культурою в прохолодному кліматі; воно швидко росте і дає багато корму для тварин, що випасаються, або сидератів для поліпшення ґрунту. Завдяки швидкому росту та глибокому корінню воно утворює гарну покривну культуру взимку.
Житня солома використовується як підстилка для худоби, незважаючи на ризик отруєння ріжками. У невеликих масштабах її використовують для виготовлення виробів, таких як солом'яні ляльки. Зовсім недавно знайшла застосування як сировина для біоконверсії в такі продукти, як підсолоджувач ксиліт.
Житнє борошно змішують з лляною олією та оксидом заліза, щоб отримати традиційну червону фарбу Фалунь, яку широко використовують як фарбу для будинків у Швеції.

### Виробництво гібридів

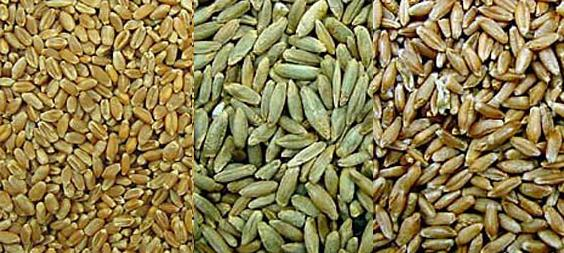
Зерно пшениці, жита та їх гібриду — тритикале. Тритикале значно більший за пшеницю.

Селекціонери, починаючи з 19 століття в Німеччині та Шотландії, але переважно з 1950-х років, працювали над виведенням гібридного злаку з найкращими якостями пшениці та жита, який зараз називається тритикале. Сучасні тритикале є гексаплоїдними з шістьма наборами хромосом; вони використовуються для виробництва мільйонів тонн зерна щорічно.
Різновиди жита містять велику генетичну різноманітність, яка може бути використана для покращення інших культур, таких як пшениця. Наприклад, здатність пшениці до запилення може бути покращена шляхом додавання житньої хромосоми 4R; це збільшує розмір пильовика пшениці та кількість пилку. Хромосома 1R є джерелом багатьох генів стійкості до хвороб культур. Такі сорти, як Петкус, Інсейв, Аміго та Імперіал, передали пшениці стійкість до хвороб, зумовлену 1R. Жито AC Hazlet — середньоросле озиме жито, стійке до вилягання та осипання. Жито було донором гена Sr31 — гена стійкості до стеблової іржі — інтрогресованого в пшеницю.
Характеристики S. cereale були поєднані з іншим багаторічним житом, S. montanum, щоб отримати S. cereanum, яке має корисні характеристики кожного з них. Гібридне жито можна вирощувати в суворих умовах і на бідних ґрунтах. Воно забезпечує покращений корм з легкозасвоюваною клітковиною та білком.

## У людській культурі

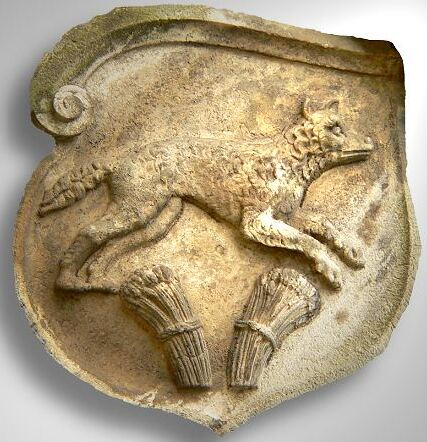
Роггенвольф, хижий дух житніх полів, зі снопами зібраного жита, на гербі родини Бартенслебенів

У європейському фольклорі Roggenwolf («житній вовк») — це хижий житній демон або Feldgeist (фельдгайст), польовий дух у формі вовка. Роггенвольф краде дітей і харчується ними. Останні колоски часто залишають на місці, як жертву для хліборобських духів.
Навпаки, Roggenmuhme або Roggenmutter («житня тітка» або «житня мати») — це антропоморфна жінка-демон жита з вогненними пальцями. Її груди наповнені дьогтем і можуть закінчуватися залізними кінчиками. Її груди також довгі, тому під час бігу їх потрібно закидати на плечі. Roggenmuhme повністю чорна або біла, а в руці вона тримає березу або батіг, з якого вилітають блискавки. Вона може перетворюватися на різних тварин, таких як змії, черепахи та жаби.
Вчений-класик Карл А. П. Рак пише, що вважалося, що Роггенмуттер ходить полями, шелестячи, як вітер, а за нею біжить зграя житніх вовків. Вони розносили ріжки по снопах зібраного жита. За словами Рака, потім вони заманювали дітей на поля, щоб ті годували їх зараженими зернами, «як залізні соски Роггенмуттера». Збільшені червонуваті зерна, заражені ріжками, були відомі як Wulfzähne (вовчі зуби).

## Шкідники
- Довгоносик комірний
- Жук хлібний
- Клоп маврський
- Кобилка хрестова
- Турун хлібний